# Friptură

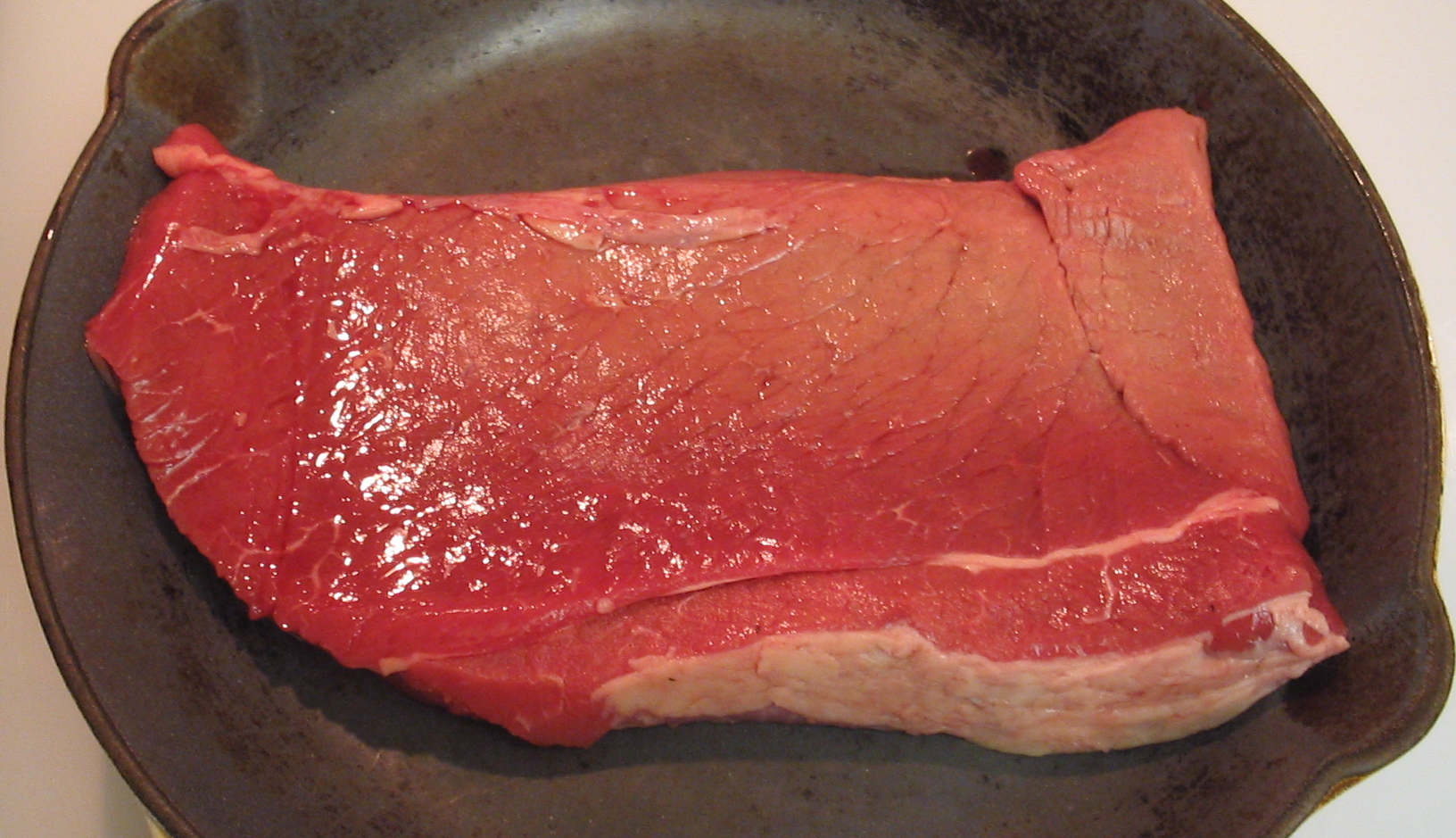
Friptură crudă

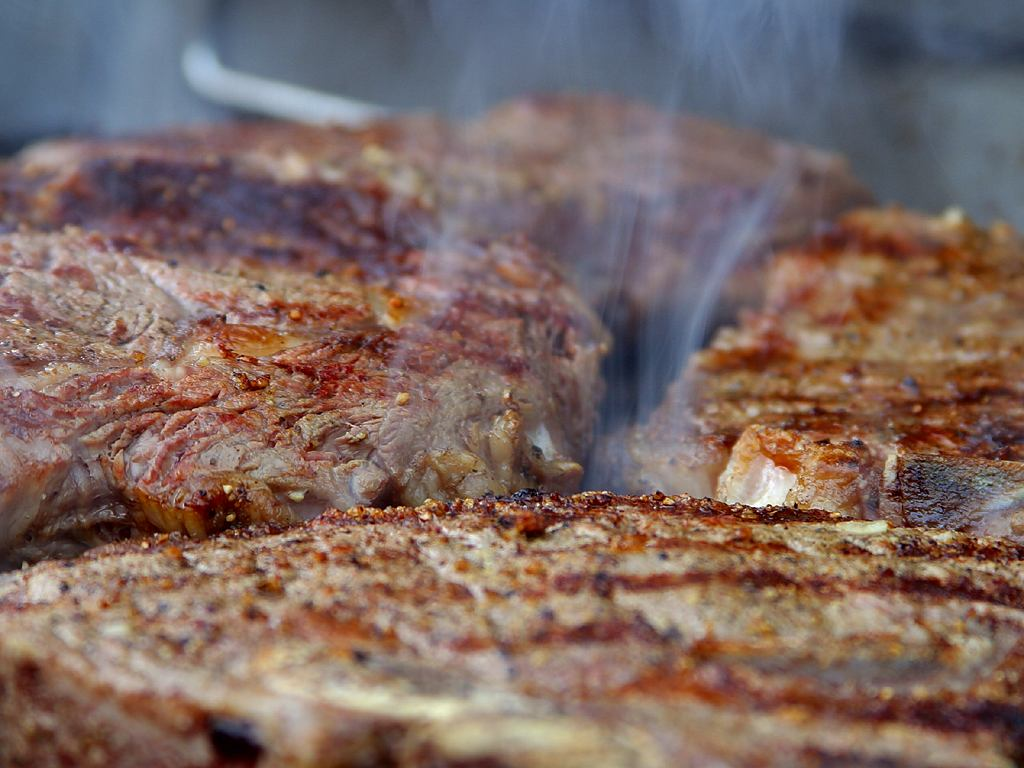
Friptură pe grătar

Friptură este o denumire frecvent utilizată pentru o bucată de carne prăjită sau la grătar, în general tăiată ca o felie. Grosimea și lungimea pot varia în funcție de tipul de carne și rețeta care este folosită la gătit.